# 完美自由教團

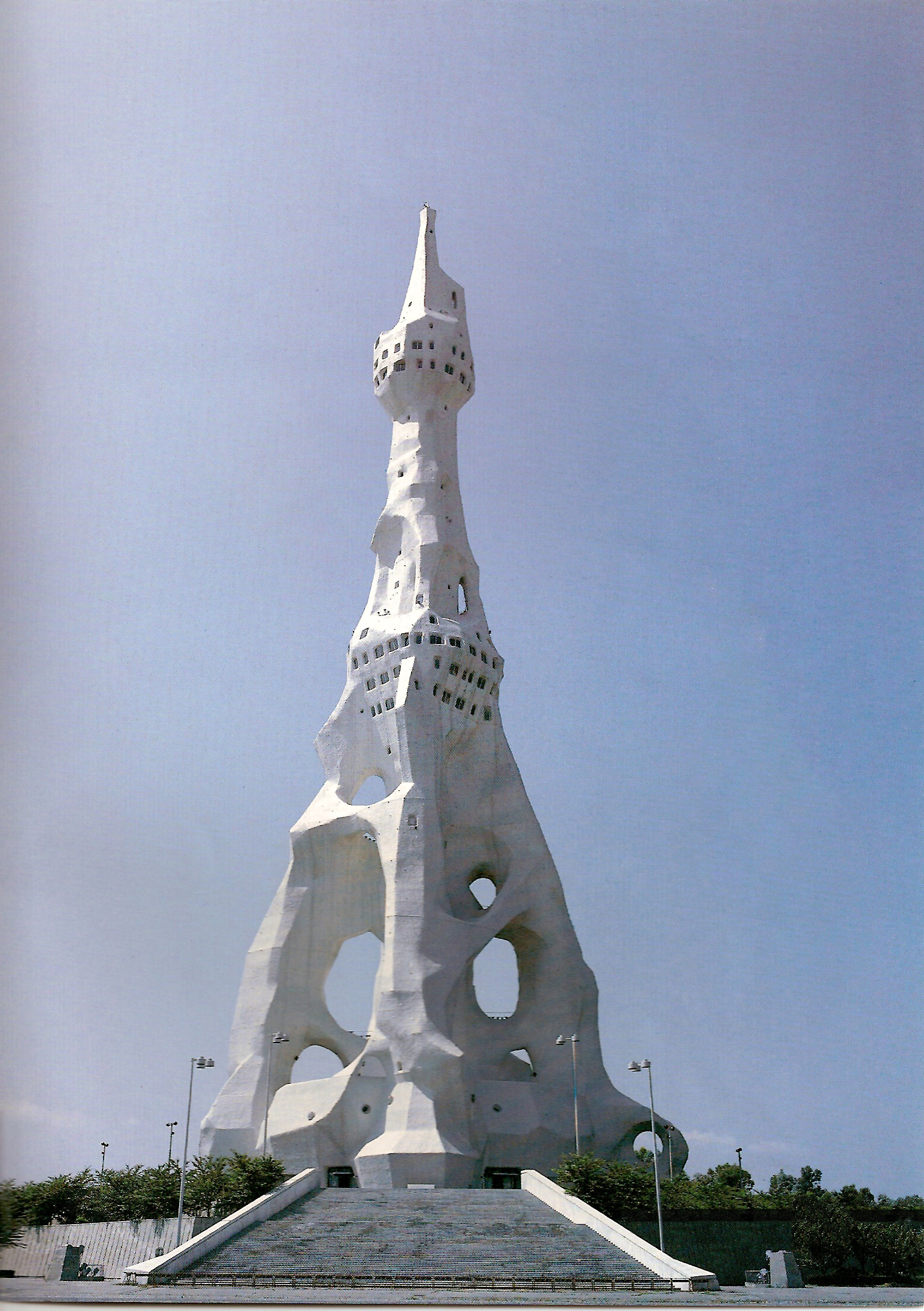
大平和祈念塔

完美自由教團是一個大正時代創立於日本，神道系統的新興教派。多以通稱的PL教、PL教團表記。

## 概要
現在的教主是御木貴日止。其信仰對象：「宇宙全體＝神，大元靈」。教團本部位於大阪府富田林市，也被稱作「大本廳」，在該處有祭祀「大本廳神霊」的正殿、祭祀教團第一代教祖御木德一之靈的「初代教祖奧津城」等，也有祭祀各國因戰爭而死的人，超越宗派的「超宗派萬國戰爭犧牲者慰靈大平和祈念塔」。該教團之下還有PL學園高等學校等，中学校、小学校、幼稚園，都位於本部中。

## 關連項目
- PL學園
- 清原和博・桑田真澄

## 外部連結
- （日語） 教團官方網頁（页面存档备份，存于）